# Justin Ogenia
Justin Shane Ogenia (Helmond, 5 febbraio 1999) è un calciatore olandese, difensore o centrocampista dell'Helmond Sport e della nazionale di Curaçao.

## Carriera

### Club
Ha giocato una partita nella prima divisione olandese con il Willem II; successivamente ha giocato nella seconda divisione olandese con l'Eindhoven.

### Nazionale
Nel 2022 ha esordito nella nazionale di Curaçao.

## Statistiche

### Presenze e reti nei club
Statistiche aggiornate al 22 ottobre 2023.
| Stagione         | Squadra          | Campionato       | Campionato | Campionato | Coppe nazionali | Coppe nazionali | Coppe nazionali | Coppe continentali | Coppe continentali | Coppe continentali | Altre coppe | Altre coppe | Altre coppe | Totale | Totale |
| Stagione         | Squadra          | Comp             | Pres       | Reti       | Comp            | Pres            | Reti            | Comp               | Pres               | Reti               | Comp        | Pres        | Reti        | Pres   | Reti   |
| ---------------- | ---------------- | ---------------- | ---------- | ---------- | --------------- | --------------- | --------------- | ------------------ | ------------------ | ------------------ | ----------- | ----------- | ----------- | ------ | ------ |
| 2017-2018        | Willem II        | E                | 0          | 0          | CO              | 0               | 0               | -                  | -                  | -                  | -           | -           | -           | 0      | 0      |
| 2018-2019        | Willem II        | E                | 0          | 0          | CO              | 0               | 0               | -                  | -                  | -                  | -           | -           | -           | 0      | 0      |
| 2019-gen. 2020   | Willem II        | E                | 1          | 0          | CO              | 0               | 0               | -                  | -                  | -                  | -           | -           | -           | 1      | 0      |
| Totale Willem II | Totale Willem II | Totale Willem II | 1          | 0          |                 | 0               | 0               |                    | -                  | -                  |             | -           | -           | 1      | 0      |
| gen.-giu. 2020   | Eindhoven        | ED               | 9          | 1          | CO              | 1               | 0               | -                  | -                  | -                  | -           | -           | -           | 10     | 1      |
| ott. 2020-2021   | Eindhoven        | ED               | 0          | 0          | CO              | 0               | 0               | -                  | -                  | -                  | -           | -           | -           | 0      | 0      |
| 2021-2022        | Eindhoven        | ED               | 11+4       | 0+1        | CO              | 0               | 0               | -                  | -                  | -                  | -           | -           | -           | 15     | 1      |
| 2022-2023        | Eindhoven        | ED               | 20         | 0          | CO              | 1               | 0               | -                  | -                  | -                  | -           | -           | -           | 21     | 0      |
| 2023-2024        | Eindhoven        | ED               | 10         | 0          | CO              | 0               | 0               | -                  | -                  | -                  | -           | -           | -           | 10     | 0      |
| Totale Eindhoven | Totale Eindhoven | Totale Eindhoven | 50+4       | 1+1        |                 | 2               | 0               |                    | -                  | -                  |             | -           | -           | 56     | 2      |
| Totale carriera  | Totale carriera  | Totale carriera  | 51+4       | 1+1        |                 | 2               | 0               |                    | -                  | -                  |             | -           | -           | 57     | 2      |

## Statistiche

### Cronologia presenze e reti in nazionale
| Cronologia completa delle presenze e delle reti in nazionale ― Curaçao | Cronologia completa delle presenze e delle reti in nazionale ― Curaçao | Cronologia completa delle presenze e delle reti in nazionale ― Curaçao | Cronologia completa delle presenze e delle reti in nazionale ― Curaçao | Cronologia completa delle presenze e delle reti in nazionale ― Curaçao | Cronologia completa delle presenze e delle reti in nazionale ― Curaçao | Cronologia completa delle presenze e delle reti in nazionale ― Curaçao | Cronologia completa delle presenze e delle reti in nazionale ― Curaçao |
| Data                                                                   | Città                                                                  | In casa                                                                | Risultato                                                              | Ospiti                                                                 | Competizione                                                           | Reti                                                                   | Note                                                                   |
| ---------------------------------------------------------------------- | ---------------------------------------------------------------------- | ---------------------------------------------------------------------- | ---------------------------------------------------------------------- | ---------------------------------------------------------------------- | ---------------------------------------------------------------------- | ---------------------------------------------------------------------- | ---------------------------------------------------------------------- |
| 24-9-2022                                                              | Bandung                                                                | Indonesia                                                              | 3 – 2                                                                  | Curaçao                                                                | Amichevole                                                             | -                                                                      |                                                                        |
| 27-9-2022                                                              | Bekasi                                                                 | Indonesia                                                              | 2 – 1                                                                  | Curaçao                                                                | Amichevole                                                             | -                                                                      |                                                                        |
| 7-9-2023                                                               | Port of Spain                                                          | Trinidad e Tobago                                                      | 1 – 0                                                                  | Curaçao                                                                | CONCACAF Nations League 2023-2024 - 1º turno                           | -                                                                      | 57’                                                                    |
| 10-9-2023                                                              | Fort-de-France                                                         | Martinica                                                              | 1 – 0                                                                  | Curaçao                                                                | CONCACAF Nations League 2023-2024 - 1º turno                           | -                                                                      | 70’                                                                    |
| 13-10-2023                                                             | Willemstad                                                             | Curaçao                                                                | 1 – 2                                                                  | Panama                                                                 | CONCACAF Nations League 2023-2024 - 1º turno                           | -                                                                      |                                                                        |
| 17-10-2023                                                             | Willemstad                                                             | Curaçao                                                                | 5 – 2                                                                  | Trinidad e Tobago                                                      | CONCACAF Nations League 2023-2024 - 1º turno                           | -                                                                      |                                                                        |
| Totale                                                                 |                                                                        | Presenze                                                               | 6                                                                      |                                                                        | Reti                                                                   | 0                                                                      |                                                                        |